# Berezanka
Berezanka (en ucraniano: Березанка) es un pueblo ucraniano perteneciente al óblast de Mikolaiv. Situado en el sur del país, forma parte del raión de Mikolaiv y es centro del municipio (hromada) homónimo.  

## Toponimia
El nombre de la ciudad en ruso también es Berezanka (en ruso: Березанка).

## Geografía
Berezanka se encuentra a orillas del río Sasik, a 57 km al suroeste de Mikolaiv. La altura sobre el nivel del mar es 18 m. 

## Historia
El asentamiento fue fundado en 1866 por colonos alemanes como Alexanderfeld (en ucraniano: Александрфельд) y pertenecía al uyezd de Odesa de la gobernación de Jersón, así como el centro administrativo de vólost de Aleksanderfeld. El asentamiento fue fundado como una colonia protestante hija de la colonia del Berezan.
En 1914, tras el inicio de la Primera Guerra Mundial, pasó a llamarse Suvórove (en ucraniano: Суворове), en conmemoración de Alexander Suvórov, en una ola de eliminación de nombres alemanes.
Después de la revolución de octubre de 1917, la primera ocupación soviética comenzó en febrero de 1918 pero ya en marzo del mismo año el pueblo estaba bajo el control de la República Popular de Ucrania (que contó con el apoyo de colonos ricos). Después del levantamiento contra Hetmanato, el pueblo fue ocupado por el ejército y en marzo de 1919, las autoridades soviéticas se establecieron en el pueblo. Posteriormente, los denikinitas se establecieron aquí. Cuando la ocupación soviética consolidó sus posiciones, el molino, la almazara y las tiendas fueron arrebatados a los colonos.
El 16 de abril de 1920, la gobernación de Odesa se separó y el uyezd de Odesa se trasladó a la gobernación de Odesa. En 1923, se abolieron los distritos de la República Socialista Soviética de Ucrania y las gobernaciones se dividieron en ókrugs. En 1923, Suvórovo pasó a llamarse Tilijulo-Berezanka (en ucraniano: Тилигуло-Березанка). En 1923, Tylihulo-Berezanka pasó a formar parte del raión de Anatolivka del ókrug de Odesa, con el centro administrativo en Anatolivka. Ese mismo año, el centro de la raión se trasladó a Tilijulo-Berezanka, y más tarde la raión pasó a llamarse raión de Tilijulo-Berezanka. En 1925, las gobernaciones fueron abolidas y las okruhas quedaron directamente subordinadas a la República Socialista Soviética de Ucrania. En 1930, se abolieron los ókrugs y el 27 de febrero de 1932 se estableció el óblast de Odesa y la raión de Tilijulo-Berezanka se incluyó en el óblast de Odesa. El 22 de septiembre de 1937, el óblast de Mikolaiv se separó del óblast de Odesa y la raión de Tilijulo-Berezanka pasó a formar parte del recién creado óblast de Mikolaiv. 
En enero de 1963, durante la fallida reforma administrativa de Jruschov, el raión de Tilijulo-Berezanka iba a ser abolido y Berezanka se incluiría en el raión de Mikolaiv. En 1966, el lugar fue cambiado de nombre a Berezanka y se le concedió el estatus de asentamiento de tipo urbano.
Hasta el 18 de julio de 2020, Berezanka fue el centro administrativo del raión de Berezanka. El raión se abolió en julio de 2020 como parte de la reforma administrativa de Ucrania, que redujo el número de rayones del óblast de Mikolaiv a cuatro. El área del raión de Berezanka se fusionó con el raión de Mikolaiv.En 2023, Berezanka perdió el estatus de asentamiento de tipo urbano debido a la eliminación de este estatus administrativo.

## Demografía
La evolución de la población de Berezanka entre 1886 y 2021 fue la siguiente:
| 258                                                           | 1332 | 2767 | 3313 | 4065 | 4248 | 4127 | 4114 | 4000 |
| (Fuente: Cities & Towns of Ukraine y UKRAINE: Größere Städte) |      |      |      |      |      |      |      |      |

Según el censo de 2001, la lengua materna de la mayoría de los habitantes, el 93,42%, es el ucraniano; del 5,26% es el ruso.

## Infraestructura

### Transportes
La autopista M14-E58, que conecta Mikolaiv y Odesa, discurre inmediatamente al sur de Berezanka.

## Personas ilustres
- Valeri Pustovóitenko (1947): político ucraniano que fue Primer Ministro del país (1997-1999).